# ヨアヒム (アンハルト＝デッサウ侯)
ヨアヒム（Joachim, 1509年8月7日 - 1561年12月6日）は、アンハルト＝デッサウ侯（在位：1516年 - 1561年）。

## 生涯
ヨアヒムは、アンハルト＝デッサウ侯エルンスト（1451年 - 1516年）とミュンスターベルク公ハインリヒ1世の娘マルガレーテ（1473年 - 1530年）の間に末息子として生まれた。大学で教育を受けた後、ヨアヒムは主にザクセン公ゲオルクの宮廷で暮らしたが、ゲオルクはヨアヒムがルター派の教義に改宗するのを阻止できなかった。
当初、ヨアヒムは兄のヨハン4世、ゲオルク3世とともに統治したが、1546年に領地を分割し、ヨアヒムはデッサウ、リッペネ、イェスニッツ、ヴェルリッツ、ラグーンを受け取った。ヨアヒムは建築活動を活発に展開し、治安規則を発した。デッサウでは、1554年に聖マリア教会の塔を改修した。ヨアヒムは孤独とみなされていたが、ルター、メランヒトン、ヨアヒム・カメラリウスの親しい友人であった。ヨアヒムは未婚で子供も残さずに亡くなり、領地は兄ヨハン4世の息子たちの手に渡った。